# Мездрая
Мездрая (на сръбски: Мездраја или Mezdraja) е село в община Търговище, Пчински окръг, Сърбия.

## История
В края на XIX век Мездрая е село в Прешевска кааза на Османската империя. Според статистиката на Васил Кънчов („Македония. Етнография и статистика“) от 1900 година Мездра е населявано от 70 жители българи християни. Според патриаршеския митрополит Фирмилиан в 1902 година в Мездрае има 11 сръбски патриаршистки къщи, а в Сува Мездрая - 38. По данни на секретаря на Българската екзархия Димитър Мишев („La Macédoine et sa Population Chrétienne“) в 1905 година в Мездрая (Mezdraya) има 64 българи патриаршисти гъркомани.

## Население
- 1948- 81
- 1953- 87
- 1961- 67
- 1971- 63
- 1981- 49
- 1991- 30
- 2002- 33 – 100% сърби